# Song Min-soon
Dans ce nom coréen, le nom de famille, Song, précède le nom personnel.
Song Min-soon (hangeul 송민순, hanja 宋旻淳, romanisation révisée et McCune-Reischauer Song Min-sun) (né le 28 juillet 1948 à Jinyang (actuelle Jinju, dans la province du Gyeongsang du Sud), est un diplomate et un homme politique sud-coréen, ministre des Affaires étrangères du 1er décembre 2006 au 29 février 2008.

## Biographie

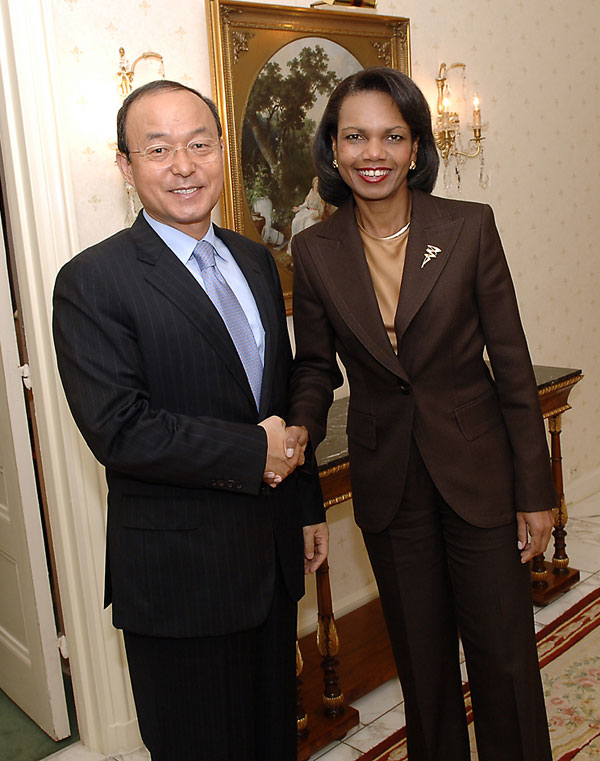
Song Min-soon et Condoleezza Rice, le 26 septembre 2007.

Diplômé de littérature allemande, il est entré au ministère sud-coréen des affaires étrangères en 1975. Il a été ambassadeur en Pologne de 2001 à 2003. 
Secrétaire à la sécurité du président Roh Moo-hyun, il est considéré comme le principal artisan de l'accord du 19 septembre 2005 sur le nucléaire nord-coréen. 
Il succède le 1er décembre 2006 à Ban Ki-moon, nommé secrétaire général des Nations unies, comme ministre des Affaires étrangères et du Commerce, malgré l'opposition du Grand parti national qui lui reproche des positions anti-américaines.

## Sources et références

### Sources
- (en) Article du quotidien The Korea Times comportant une biographie de Song Min-soon